# Crown (hudební skupina)
Crown byla švýcarská rocková skupina, kterou v roce 1978 založili čeští emigranti baskytarista Jiří Kozel, bubeník Karel Káša Jahn a kytarista Petr Netopil, které doplnil zpěvák a kytarista Patrick Mason. Své první album nazvané Crown skupina vydala v roce 1979 u vydavatelství Polydor Records a druhé We Need You následovalo o dva roky později.
Po vydání druhé desky ze skupiny odešel Mason a na krátký čas jej nahradil David Byron ze skupiny Uriah Heep, ale ani tato sestava dlouho nevydržela. Roku 1983, kdy ve skupině již opět Mason hrál, skupina podepsala smlouvu s vydavatelstvím Thunderbolt Records a v následujícím roce vyšlo album Red Zone. Ještě před vydáním alba ze skupiny Mason opět odešel a krátce hrál ve skupině Krokus. Role zpěváka se na albu ujal Jahn a když ze skupiny odešel i Netopil, jeho roli převzal Marc Portmann. Skupina se rozpadla v roce 1990.

## Diskografie

### Alba
- 1979 Crown 79, Polidor International, Švýcarsko (LP)
- 1981 We need you, Polidor Polygram Records, Švýcarsko (LP)
- 1984 Red Zone, Thunderbolt Records / Magnum Music Group, Anglie
- 1984 All that Rock & Roll Music, Thunderbolt Records / Magnum Music Group, Anglie (LP)